# 曾布川征夫
曾布川 征夫（そふかわ ゆきお）は、日本の実業家。大日本帝国陸軍の司政官も務めた。

## 来歴
熊本県に生まれる。
熊本県立玉名中学校（1913年卒業）、第五高等学校を経て、東京帝国大学法学部を卒業した。東京帝大時代には剣道部に所属した。
日本郵船に入社して1927年から上海支店に勤務した。その後ニューヨーク支店長代理、シンガポール支店長、門司支店長、監査役を歴任する。監査役を退任後に、日本郵船興行の社長となった。また、太平洋戦争中には陸軍司政官も務めた。